# ایندیکید
ایندیکِید یا Indiecade جشنوارهٔ بین‌المللی بازیهای مستقل است.